# Locke Olson
Locke Morford Olson (Upland, 10 dicembre 1926 – Buena Park, 20 agosto 2008) è stato un cestista statunitense.

## Carriera
Con gli Stati Uniti ha disputato i Giochi panamericani di Città del Messico 1955, vincendo la medaglia d'oro.